# Kepler-1649
Kepler-1649 (KOI-3138) — одиночная звезда в созвездии Лебедя. Находится на расстоянии 302 световых года от Солнца.

## Характеристики
Звезда является красным карликом с видимой звёздной величиной около 16m, при этом в инфракрасном свете она значительно ярче: в фильтре J её блеск равен 13,38m, а в фильтре K — 12,59m. Она относится к спектральному классу M5 V. Масса звезды составляет 0,2 массы Солнца, радиус — 0,23 солнечных радиуса. Поверхностная температура оценивается в 3240 Кельвинов. Её светимость примерно в 194 раза меньше светимости Солнца.

## Планетная система
В апреле 2017 года международная команда астрономов в журнале «The Astronomical Journal» сообщила об открытии экзопланеты Kepler-1649 b, представляющей собой аналог Венеры по размеру и получаемой от звезды энергии. Её масса неизвестна, но, вероятно, она является скалистым миром. Период обращения вокруг родительской звезды составляет около 8,69 суток. Равновесная температура её поверхности оценивается в 307 K (у Земли — 254 K, без учёта парникового эффекта). Возможно, что планета окружена плотной атмосферой, создающей на её поверхности мощный парниковый эффект.
В апреле 2020 года у звезды открыта вторая планета — Kepler-1649 c, которая по своим свойствам может являться аналогом Земли: её радиус составляет 1,06 радиуса Земли, и от своей звезды она получает 0,75 той энергии, что Земля получает от Солнца — её равновесная температура оценивается в 234 K. Орбитальный период обращения составляет около 19,54 суток.
С большой вероятностью обе планеты приливно синхронизированы с родительской звездой, то есть всегда обращены к ней одной стороной.
Отношение периодов планет составляет ~ 4:9, что нетипично для компактных систем где преобладают резонансы более низких порядков. Гипотетическая субземля с радиусом ~ 0.71 земных и периодом ~ 13.03 суток дополнила бы систему до куда более распространенной цепочки резонансов 2:3. Такая планета находилась бы на внутреннем краю зоны обитаемости, получая ~ на 30% больше энергии, чем Земля от Солнца.
Вполне вероятно, что в этой системе есть и более прохладные каменистые планеты, но проверить это пока не представляется возможным ввиду того, что они не являются транзитными с Земли, а родительская звезда слишком тусклая, чтобы замерять лучевые скорости и времена наступления транзитов Kepler-1649 c и Kepler-1649 b текущими инструментами с точностью, достаточной для обнаружения дополнительных небесных тел земного размера.